# سلسلة كتب روبرت لانجدون
سميت سلسلة كتب روبرت لانجدون على اسم بطل روايات الكاتب الأمريكي دان براون، الأستاذ بجامعة هارفارد للأيقونات الدينية والرموز وهي تمثل حقل خيالي يتعلق بدراسة الرموز التاريخية، غير مرتبط بشكل منهجي بالانضباط الفعلي لعلم الرموز. أثارت روايات براون جدلا كبيرا لما تشمله روايات من شخصيات بارزة، وموضوعات تاريخية ومسيحية كالزخارف، الأمر الذي دفع براون إلى التصريح بأن كتبه ليست معادية للمسيحية وأنه يعيش رحلة روحيه خاصة به.

## الروايات
| م | الرواية        | تاريخ الإصدار  | الرقم الدولي المعياري للكتاب | عن الرواية |
| - | -------------- | -------------- | ---------------------------- | --- |
| 1 | ملائكة وشياطين | 1 مايو 2000    | 9780593055045                | عندما يُقتل الفيزيائي ليوناردو فيترا ويتم تصنيفه كمتنور "ماسوني" يطلب رئيسه، مدير معهد سيرن، ماكسيميليان كوهلير من روبرت لانجدون، الأستاذ بجامعة هارفارد للأيقونات الدينية والرموز المساعدة. يكتشف لانجدون بعد مقابلته مع ابنه فيترا، فيتوريا، أن المتنورين، طائفة قديمة مناهضة للدين، تسعى لتدمير مدينة الفاتيكان بعبوة مضادة للمادة اخترعها فيترا وتمت اعادة تشكيلها كسلاح. وصل الثنائي إلى الفاتيكان خلال انتخاب البابا الجديد في محاولة منهم للعثور على مخبأ المجموعو وإيقافهم. |
| 2 | شيفرة دافنشي   | 18 مارس 2003   | 9780307474278                | عندما يتم اغتيال أمين متحف اللوفر، جاك سونيير، تظهر الأدلة الأولية روبرت لانجدون كمشتبه به الرئيسي. انضمت صوفي نيفيو حفيدة سونيير إلى لانجدون في سعيه لإثبات براءته من خلال اتباع أثر تركه سونيير يدل على المنظمة السرية. يكتشف لانجدون خلال رحلته سرا مروعا يعود إلى زمن المسيح. |
| 3 | الرمز المفقود  | 15 سبتمبر 2009 | 9780385504225                | وصل روبرت لانجدون إلى واشنطن العاصمة بناءً على طلب من معلمه، الماسوني بيتر سولومون، ليجد أنه قد تم اختطافه. ينضم لانجدون إلى جانب شقيقته القديمة وشقيقة سليمان، كاثرين، وراء سلسلة من الأدلة التي تقوده إلى أعماق أسرار الماسونية والذي من بين أعضائه خاطفي سليمان الموشوم. |
| 4 | الجحيم         | 14 مايو 2013   | 9780385537858                | يستيقظ روبرت لانجدون في سرير في احدى المستشفيات يعاني من فقدان الذاكرة بعد تلقيه رصاصة في الرأس. قبل أن يخرج من المستشفى تحاول إمراة قتله لكن ينقذه طبيب. تحذره سيينا بروكس من أن الحكومة الأمريكية تريده الآن أن يموت. يجد روبرت رسالة في جيب سترته تربطه بالكوميديا الإلهية لدانتي تقود رحلته العلاجية إلى تهديد خطير يمثله رجل مجنون منتحر مهووس بحل مشكلة الزيادة السكانية. |
| 5 | الأصل          | 3 أكتوبر 2017  | 9780593078754                | يدعى روبرت لانجدون إلى متحف غوغنهايم في إسبانيا لحضور حدث أقامه المستقبلي الشهير وطالبه السابق إدموند كيرش، الذي يدعي أن اكتشافه الجديد سيغير الطريقة التي ينظر بها الناس إلى الدين إلى الأبد. لكن، يقتل كيرش يقتل قبل إعلانه الحدث. يحاول لانجدون الكشف عن السر ليجد نفسه في صراع مع العديد من المنظمات بما في ذلك أفراد من العائلة المالكة في إسبانيا. |

## كتب خيالية
في سلسلة الروايات، كتب لانجدون سته كتب (خيالية)، هم: 
- رمزية الطوائف السرية
- فن المتنورين: الجزء الأول
- اللغة المفقودة للإندوجرام.
- الأيقونات الدينية.
- رموز النسوية المقدسة المفقودة.
- الرموز المسيحية في العالم الإسلامي.

في كتاب الرمز المفقود في الصفحة الثامنة، صرحت بام، شخصية ثانوية، بأن كتاب لانجدون «رموز النسوية المقدسة المفقودة» بأنه «فضيحة لذيذة». 

## استقبال القراء
سرعان ما أصبحت السلسلة من أكثر الكتب مبيعا حيث باعت السلسلة أكثر من 120 مليون نسخة.

## الأفلام
مع اعتبار السلسلة ناجحة في جميع أنحاء العالم واعتبارها من أكثر الكتب مبيعًا. بدأ رون هاوارد بإخراج وانتاج 3 من 5 روايات هم:
- شيفرة دافنشي عام 2006
- ملائكة وشياطين عام 2009
- الجحيم عام 2016
- مسلسل الرمز المفقود عام 2021

من بطولة توم هانكس في دور البروفيسور روبرت لانغدون وتصوير كولومبيا بيكتشرز.

## وصلات خارجية
- روبرت لانغدون الرسمي
- موقع دان براون الرسمي
- آراء القراء حول رواية ملائكة وشياطين  على موقع أبجد
- آراء القراء على موقع أبجد حول رواية شيفرة دافنشي
- آراء القراء حول رواية الجحيم  على موقع أبجد
- صفحة رواية الأصل على موقع جود ريدز

لا توجد روابط لمواقع التواصل الاجتماعي.